# NGC 6199
NGC 6199 — звезда в созвездии Геркулес.
Этот объект входит в число перечисленных в оригинальной редакции «Нового общего каталога».